# Iglesia de San Juan (Maguncia)
La Iglesia de San Juan (en alemán: Johanniskirche) se encuentra cerca de la catedral de Maguncia, en el 
centro histórico de Maguncia, Alemania. Este edificio de 1100 años de edad,  fue la primera sede episcopal del obispo de Maguncia. Es la iglesia más antigua en Maguncia, la catedral más antigua en la Alemania de hoy y la única catedral conservada desde finales de tiempos de la arquitectura carolingia y la v temprana en Alemania.
La Iglesia de San Juan es predominantemente carolingia en estilo, pero las adiciones posteriores exteriores durante muchos siglos han dado lugar a la aparición de diversas influencias arquitectónicas al día de hoy. Consta de tres naves y se encuentra bajo el patrocinio de San Juan Bautista en la actualidad. Se puede suponer que la iglesia fue dedicada inicialmente a Martín de Tours desde que Martin es el patrón de la diócesis católica de Maguncia , luego a San Salvador , consagrada en el año 911 por el arzobispo Hatto I y sirvió como la catedral para el obispo de Maguncia hasta el nombramiento de Willigis como arzobispo de Maguncia en el 975.